# Peg Leg Howell
Peg Leg Howell, pseudonimo di Joshua Barnes Howell (Eatonton, 5 marzo 1888 – Atlanta, 11 agosto 1966), è stato un cantante e chitarrista statunitense di origine afro-americana, che ha collegato il primo country blues e il successivo blues a 12 battute.

## Biografia
Nacque in una fattoria a Eatonton, in Georgia. Imparò da solo a suonare la chitarra all'età di 21 anni e divenne abile nel fingerpicking pre-Piedmont e nelle tecniche di slide guitar. Continuò a lavorare nella fattoria fino a quando non gli spararono in un combattimento, a seguito del quale perse la gamba destra ed iniziò a lavorare a tempo pieno come musicista. Nel 1923 si trasferì ad Atlanta, in Georgia e iniziò a suonare agli angoli delle strade. Scontò anche una condanna in carcere per contrabbando di liquori.
Nel 1926 Howell fu ascoltato suonare per le strade di Atlanta e fu registrato per la prima volta dalla Columbia Records, che pubblicò New Prison Blues, scritto mentre era in prigione. Fu il primo disco country blues ad essere pubblicato sull'etichetta. Nei tre anni successivi la Columbia lo registrò in diverse occasioni, spesso accompagnato da un piccolo gruppo, con Henry Williams alla chitarra e Eddie Anthony al violino. Il suo repertorio registrato comprende ballate, ragtime e jazz, oltre naturalmente al blues.
Howell continuò a suonare nella zona di Atlanta per diversi anni. Cominciò anche a vendere di nuovo liquori di contrabbando. Dopo la metà degli anni '30 si esibiva solo occasionalmente. Nel 1952 la sua gamba sinistra dovette essere tagliata a seguito di complicazioni del diabete, e fu confinato in una sedia a rotelle. Un singolo brano di Howell fu pubblicato su The Country Blues nel 1959. Nel 1963 fu "riscoperto" in estrema povertà ad Atlanta da George Mitchell, folklorista e ricercatore in questo campo e da Roger Brown. Registrarono Howell all'età di 75 anni; le registrazioni furono pubblicate su LP dalla Testament Records, trentaquattro anni dopo le sue ultime sessioni registrate. Fu una delle prime sessioni di registrazione sul campo di Mitchell nella sua lunga carriera.

## Morte
Howell morì ad Atlanta nel 1966.